# Louise Wüste
Louise Heuser épouse Wüste (née le 6 juin 1805 à Gummersbach, morte le 25 septembre 1874 à Eagle Pass au Texas) est une peintre germano-américaine.

## Biographie
Son père est le marchand évangélique Heinrich Daniel Theodor Heuser (1767-1848), fils de Johann Peter Heuser, grossiste en couleurs et en vin, sa mère est Katharina Luisa Jügel (1776-1841), son épouse le 21 août 1804 à Gummersbach. Louise est le premier enfant du couple et a cinq frères et sœurs : Henriette Emma (1807-1875), Adelheid (1809-1897), Daniel (né en 1814), Ida (1817-1880) et Alwine (1820-1892). Sa tante, Henriette Jügel, arrivée à Gummersbach en 1806, la familiarise avec le tricot, la peinture et le dessin, la mère lui apprend à jouer de la harpe. Le 16 janvier 1824, Louise épouse le docteur Peter Wilhelm Leopold Desert (1795-1832), qui fréquentait la maison musicale Heuser en tant qu'invité fréquent et était tombé amoureux d'elle. Ils ont trois enfants, Adeline Wilhelmine (1828-1912), Daniel (1830-1882) et Emma. Après la mort de son mari en 1832 à l'âge de 37 ans, elle retourne au domicile de ses parents avec ses enfants. Là, elle fonde d'abord un internat pour filles. En 1840, elle déménage à côté, à Steinenbrück (de) avec sa fille Adeline, qui épouse l'administrateur du domaine Heino Staffel (1818–1904) en 1848, et décide de former son talent pour la peinture. Dans les années 1840, elle se rend à Düsseldorf pour étudier avec les peintres Friedrich Boser et Karl Ferdinand Sohn, ensuite avec Carl Friedrich Lessing, qui épouse sa sœur Ida en 1841, et avec Adolph Schroedter, qui est le mari de sa sœur Alwine depuis 1840.
Après que sa fille Adeline émigre avec son mari et ses enfants à San Antonio (Texas) et sa fille Emma à Pleasanton (dans le même État) en novembre 1851, Louise Wüste vit à Cologne de 1856 à 1859. En octobre 1859, à l'âge de 54 ans, elle suit sa fille Emma aux États-Unis puis s'installe avec Adeline à San Antonio. Dans son atelier, elle travaille comme portraitiste. Elle se consacre à des sujets texans et mexicains, donne des cours de peinture et peint ses petits-enfants. À la suite de la guerre de Sécession, les commandes déclinent. Néanmoins, sa fortune suffit pour acheter une petite maison à Eagle Pass, au Texas, près de son fils Daniel, qui a également émigré aux États-Unis et y vit en tant que commerçant. Son travail tardif reflète les paysages et la vie des habitants du Río Grande.